# Акита (замок)
Замок Акита (яп. 秋田城,あきたじょう akʲi̥ta no d͡ʑoː) — крепость-городище, существовавшее в VIII—XI веках в Японии, созданное как передовой форпост в провинции Дэва, на севере острова Хонсю, с целью усмирения местных племён эмиси.

## Краткое описание
Руины замка Акита расположены на территории современного района Дзинай-Такасимидзу города Акита префектуры Акита.
В 733 году форт Дэва, построенный в устье реки Могами, был перенесён на север и получил название «замок Акита». Считается, что в нём временно располагалась администрация и региональное правительство провинции Дэва. Замок был окружён земляным валом и имел четыре входа по сторонам света. Из археологических раскопок известно, что в нём размещались здания чиновников провинции и казармы. В замке Акита находят деревянные дощечки моккан и лакированную бумагу урусигами, которые содержат письменные свидетельства об управлении и жизни обитателей замка.
В 878 году к северу от замка вспыхнуло крупное восстание эмиси против японского владычества, в результате которого большая часть укреплений и зданий Акиты сгорела дотла. Однако вскоре крепость была восстановлена.
В IX—XI веках замок Акита стал местом постоянного пребывания заместителя губернатора провинции, Дэва-но-сукэ, и его военного контингента. Должность этого заместителя впоследствии стала называться Акитадзё-но-сукэ и считалась одной из самых почётных среди японских самураев.
Упадок замка произошёл после 1050 года, когда Акитадзё-но-сукэ оставил крепость Акита ради девятилетнего похода.